# Tong jabgu kagan
Tong jabgu kagan, znan tudi kot Tung jabgu in Tong jabgu (tradicionalno kitajsko 統葉護可汗, poenostavljeno kitajsko 统叶护可汗, pinjin Tǒng Yèhù Kěhán, Wade-Giles T'ung Yeh-hu K'o-han, srednje kitajsko *t'uong d'źiap-ġuo k'â-ġân) je bil od leta 618 do 628 kagan Zahodnega turškega kaganata, * ni znano, † 628. 
Tong jabgu je bil brat Šeguja, predhodnega kagana zahodnih Gokturkov, ki je vladal od leta 611 do 618, in član vladarske rodbine Ašina. Na njegovo vladavino se gleda kot na višek Zahodnega turškega kaganata.

## Ime
Njegovo ime je prečrkovano iz kitajske pismenke 統, ki pomeni "glavna svilena nit > smernica, združiti, poveljevati, vladati". Karakanidski  učenjak Mahmud al-Kašgari, ki je ustvarjal v 11. stoletju, je razlagal, da beseda toŋa (Tong) v srednjeturškem jeziku pomeni "tiger". Gerard Clauson mu ugovarja in trdi, da beseda toŋa pomeni "heroj, izemen vojščak".

## Vladanje
Tong jabgu je vzdrževal tesne odnose s kitajsko dinastijo Tang in se morda poročil  z eno od kitajskih princes. Kagana je opisal kitajski budistični romar Šuanzang med obiskom turške zahodne prestolnice Sujab. Gao in La Vaissière se s tem ne strinjata in trdita, da romar ni opisal njega, ampak njegovega sina Si jabguja. Šuanzang je kagana opisal takole: 
Kan je nosil zeleno satenasto obleko. Njegovi lasje so bili dolgi deset metrov in prosto viseči. Čelo mu je ovijal trak iz bele svile, zvezan v zatilju. Navzoči služabniki, ki jih je bilo dvesto, so vsi nosili vezena oblačila in stali na njegovi desni in levi. Preostanek njegovega vojaškega spremstva [je bil] oblečen v krzno, serž in fino volno. Vojaki s sulicami, praporci in loki so stali v vrsti, jezdeci kamel in konj pa so se raztezali daleč izven [pogleda].
Po pisanju v Stari knjigi Tangov so Tong jabgujevo vladavino šteli za zlato dobo Zahodnega gokturškega kaganata:  
Tong Jehu kagan je pogumen in zvit človek. Dober je v vojnih veščinah. Nadziral je plemena Tielejev  na severu, se soočil s Perzijo na zahodu in se povezal s Kasmiro (Kašmir) na jugu. Podrejene so mu vse države. Vladal je deset tisoč možem s puščicami in loki ter vzpostavil svojo oblast nad zahodno regijo. Zasedel je deželo Vusun in svoj šotor preselil v Čiančuan severno od Taškenta. Vsi knezi zahodne regije so postali njegovi elteberji (vazali). Moč zahodnih Turkov še nikoli ni dosegla takšne stopnje.

## Pohodi proti Perziji
Tong jabgu se je vojskoval s Sasanidi v Iranu. V zgodnjih 620. letih je kaganov nečak Bori šad vodil vrsto napadov čez Kavkaško gorovje na perzijsko ozemlje. Številni zgodovinarji so prepoznali Tong jabguja kot Ziebela, omenjenega v bizantinskih virih. Ziebel je (kot hazarski kagan) v letih 627–628 sodeloval s cesarjem Heraklijem na Kavkazu proti perzijskemu sasanidskemu imperiju. Nekateri zgodovinarji že dolgo trdijo, da Tong jabguja ni mogoče istovetiti z Ziebelom ali katerim koli vladarjem Hazarov, in da je morda umrl že leta 626. Najnovejša raziskava na to temo dokazuje, da je njihova trditev pravilna: če je Tong res umrl leta 628, je treba Ziebela istovetiti s Tong jabgujevim stricem Sipi kaganom, ki je umoril  svojega nečaka  in se za kratek čas povzpel na prestol. Ime Sipi se je takrat izgovarjalo Zibil. Bil je majhen kagan, ki je vladal v zahodnem delu Tong jabgujevega kaganata,  natančno tako kot Ziebel v bizantinskih virih. Ziebel je v bizantinskih virih opisan kot Tongov brat, v kitajskih virih pa kot njegov stric, kar je dolgo onemogočalo njegovo identifikacijo.

## Državna uprava
Tong jabgu je za upravljanje različnih plemen in vladarjev pod njegovim vrhovnim gospodstvom imenoval guvernerje ali tudune. Poveljnik Hazarjev, najzahodnejšega turškega  plemena, ki je bilo zvesto Zahodnim Gokturkom, je bil po vsej verjetnosti Tong jabgujev nečak Bori šad. Ta veja družine je morda sredi 7. stoletja dala Hazarjem njihove prve kagane.

## Smrt
Tong jabguja je okoli leta 630 umoril njegov stric Kulug Sibir, pristaš dulujske frakcije. Po njegovi smrti se je kaganat v veliki meri razsul. Čeprav je obstajal še nekaj desetletij, preden je padel pod kitajsko oblast, so mnoga vazalna plemena postala neodvisna. Neodvisne so postale tudi številne države naslednice, vključno s Hazarskim kaganatom in Veliko Bolgarijo.

## Družina
Kagan je imel najmanj dva sinova: 
- Si jabguja in
- Tarduš šada (達頭设), jabguja  Baktrije.